# 阪神港

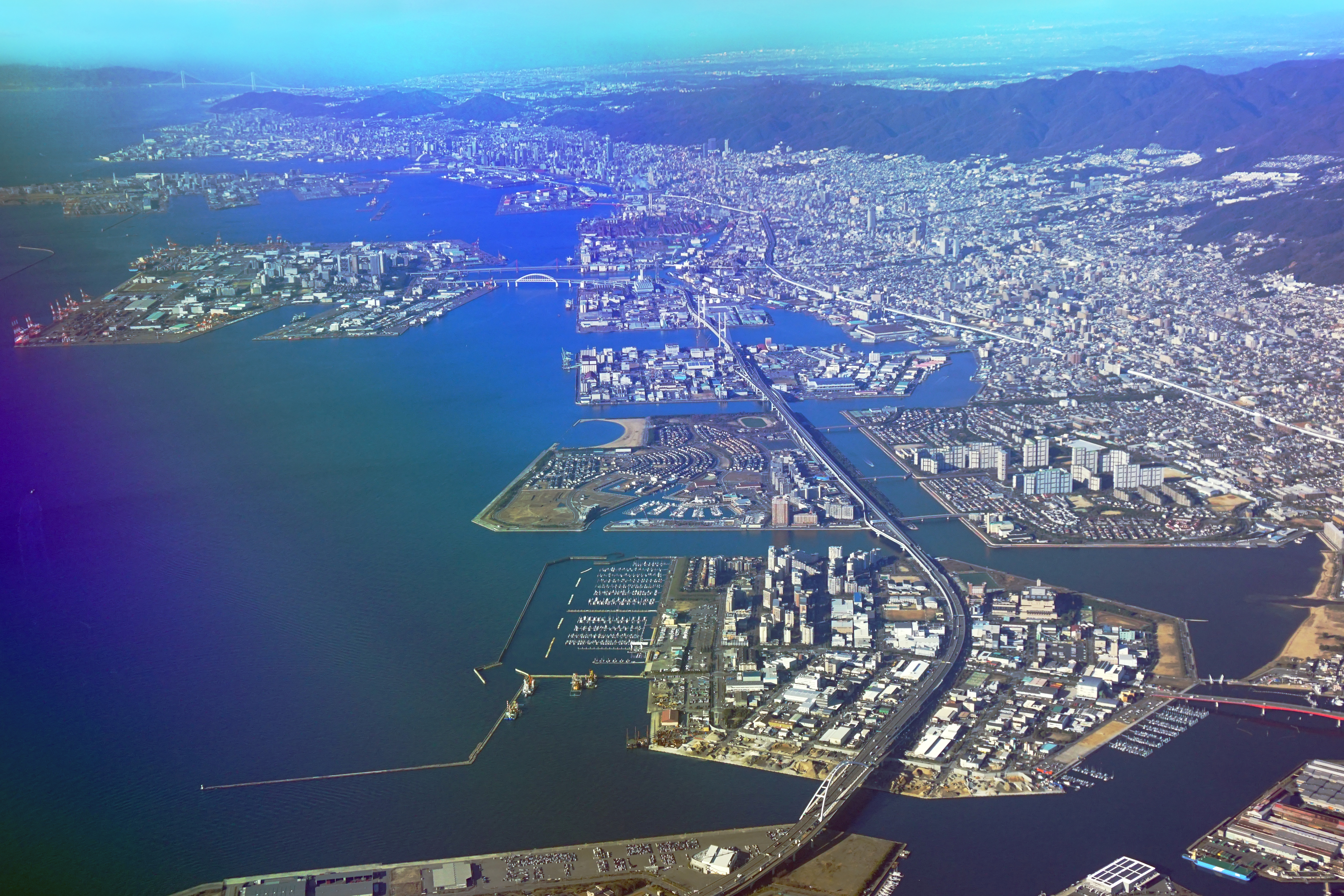
阪神港空撮。手前から新西宮ヨットハーバー、ベルポート芦屋、六甲アイランド、ポートアイランド

阪神港（はんしんこう）は、港則法における特定港および関税法における開港のひとつで、大阪港、堺泉北港、尼崎西宮芦屋港、神戸港を総称した、西日本最大の港湾である。
2007年12月1日の港則法施行令改正により、大阪港（大阪区・堺泉北区）、尼崎西宮芦屋港、神戸港の3港が一開港化され、関税法上は一港と見做される。
なお、国土交通省の政策であるスーパー中枢港湾および国際コンテナ戦略港湾で用いられる阪神港は大阪港と神戸港から成り、堺泉北港と尼崎西宮芦屋港は含まれない。

## 港区
- 大阪区（旧大阪港大阪区）
- 堺泉北区（旧大阪港堺泉北区）
- 尼崎西宮芦屋区（旧尼崎西宮芦屋港）
- 神戸区（旧神戸港）